# سیمای زنی در دوردست
سیمای زنی در دوردست (۱۳۸۲) فیلمی است در زمره سینمای مستقل ایران به کارگردانی علی مصفا. با بازی همایون ارشادی، لیلا حاتمی و حضور افتخاری زری خوشکام.
مصفا در بخشی از این فیلم، پدرش مظاهر مصفا و مادرش امیربانو کریمی را به تصویر کشیده است.

## داستان
مهندس (همایون ارشادی) مرد پا به سن گذاشته‌ای است که از همسر و پسرش جدا شده و تنها زندگی می‌کند. در شبی که قرار است آن دو از ژاپن برسند (به همراه شوهر جدید زن) صدای دختری روی پیغام گیر تلفن خانهٔ مهندس توجه او را جلب می‌کند. دختر می‌گوید که شماره را تصادفی گرفته و می‌خواسته پیش از خودکشی به کسی خبر بدهد. مهندس اول سری به پدر و مادر پیر و مستأصل و غرغرویش می‌زند و بعد راه خانهٔ دختر را در پیش می‌گیرد. دختر آنجا نیست، در عوض زن جوانی (لیلا حاتمی) هست که ادعا می‌کند دوست دختر است (مشخص می‌شود او و زنی که تماس گرفته هر دو یک نفر هستند و او به این مشکل عجیب عادت کرده). آن دو با هم به چند بیمارستان سر می‌زنند اما به نتیجه‌ای نمی‌رسند. دختر می‌گوید بازیگر است و بعد مرد را دعوت می‌کند به دیدن نمایشگاه عجیبی با نام «پرواز» که از یک صبح تا پنج صبح برگزار می‌شود. گروهی از هنرمندان و روشنفکران دور هم جمع شده‌اند و ظاهراً نمایشگاهی از «آثار مفهومی» برگزار کرده‌اند به نفع کودکان افغان. مهندس در آنجا تصویر خواننده زن افغان را می‌بیند و به یاد خاطرات گذشته اش می‌افتد و با یکی از دوستان قدیمی اش که آن‌جا می‌بیند در مورد زن حرف می‌زنند. فلسفه نمایشگاه پرواز بدین گونه است که هر کس تصویری را که دوست دارد می‌خرد و آن را به حمایت از کودکان افغان به آتش می‌کشد !! و شعار نمایشگاه این است :آواز افغانی٬پرواز ایرانی. در راه بازگشت از آنجا دختر به سینمایی خالی می‌رود شروع می‌کند به تمرین فن بیان و تعریف خاطرات از سالن خالی و معلوم می‌شود که بازیگر هم نیست!. مهندس دختر را گم می‌کند و با واسطهٔ یک زن مشکوک خیابانی به خانه‌ای می‌رود که خورشید (زری خوشکام)، همان خوانندهٔ افغان، سال‌ها در آنجا زندگی کرده. رابطهٔ میان خورشید، دختر و مهندس چندان واضح نیست اما در آخر دختر همان‌جا به سراغ مهندس می‌آید. مهندس تصمیم می‌گیرد خانهٔ خود را بازسازی کند و دختر با او همراه می‌شود. در کنار این تصاویر زندگی‌نامهٔ خورشید را با صدای خود او می‌شنویم.

## موسیقی فیلم
موسیقی این فیلم که توسط پیمان یزدانیان ساخته شده در سینمای ایران بی‌سابقه است. در ساخت موسیقی متن این فیلم برای نشان دادن فضای توهم وار قصه فیلم تنها از سازهای سینتی سایزر و طبلا استفاده شده‌است. موسیقی متن این فیلم چند سال بعد از اکران فیلم توسط نشر موسیقی هرمس در آلبومی به نام گذر انتشار یافت و با فروش خوبی مواجه شد.

## اکران و پخش سی دی
فیلم در سال ۱۳۸۴ اکران محدودی در چند سینمای وابسته به طرح ناموفق آسمان باز (پخش فیلم‌های هنری) داشت که با استقبال چندان مردم عادی و برخی از منتقدان روبرو نشد اما برخی از مردم نیز آن را ستایش کرده‌اند. فیلم چهار سال بعد از اکران (تابستان ۸۸) توسط تصویر دنیای هنر به صورت وی سی دی منتشر شد و فروش چندانی نیز نداشت. شاید علت فروش کم این فیلم داستان شخصی و عجیبش باشد.
نکته جالب در مورد این فیلم است که در سکانسی از آن (صحنه نمایشگاه) افراد مشهوری مثل سیامک انصاری، لیلی رشیدی، آتیلا پسیانی، حافظ احمدی، مهتاب کرامتی، سیامک صفری، محمود کلاری و .. به صورت افتخاری در چند ثانیه به عنوان مهمانان نمایشگاه ظاهر شده‌اند! و از آنان در تیتراژ پایانی تشکر شده.

## بازیگران
| بازیگر         | نقش               |
| -------------- | ----------------- |
| زری خوشکام     | خورشید            |
| لیلا حاتمی     | زن جوان           |
| همایون ارشادی  | احمد              |
| ژیلا سهرابی    | همسایه خورشید     |
| ژیلا اشکان     | عسل               |
| امیر سیدی      | پسر پیرمرد همسایه |
| فرهاد شریفی    | صفایی             |
| ارسلان فرخ     | پزشک کشیک         |
| رهی سیدی       | پسربچه            |
| مهریار علی‌خان  | علی               |
| مظاهر مصفا     | مظاهر مصفا        |
| امیربانو کریمی | امیربانو کریمی    |